# Statius Otto
Statius Otto, fødsels- og dødsår ukendte, var en tysk billedskærer fra Lüneburg, der opholdt sig i Danmark i årene mellem 1603-1619. Han leverede blandt andet træskærerarbejder til Frederiksborg Slot og Rosenborg. Desuden findes i en række kirker altertavler m.m. fra hans værksted. Hans mest kendte værk er uden tvivl figurgruppen på Caritasbrønden på Gammeltorv i København. Hans stil, der er blevet kaldt "Øresundsstilen" må betegnes som manierisme, inspireret af Hendrik Goltzius og Hans Vredeman de Vries' ornamentstik.